# Tag der Briefmarke (DDR)
Der Tag der Briefmarke, ab 1967 Tag der Philatelisten, war neben dem Veranstaltungstag selbst auch der Name einer Briefmarkenserie der Deutschen Post der DDR. Schon die vierte ausgegebene Briefmarke der DDR nach ihrer Gründung am 7. Oktober 1949 wurde dem „Tag der Briefmarke“ gewidmet.
Auch in vielen Jahren, in denen es keine direkte Ausgabe „Tag der Briefmarke“ oder „Tag der Philatelisten“ gab, wurden philatelistische Motive ausgegeben. In diesen Ausgaben wurden nationale und internationale Briefmarkenausstellungen gewürdigt.

## Liste der Ausgaben und Motive
Legende
- Bild: Eine bearbeitete Abbildung der genannten Marke. Das Verhältnis der Größe der Briefmarken zueinander ist in diesem Artikel annähernd maßstabsgerecht dargestellt. Sollten keine Marken abgebildet sein, liegt es daran, dass das Urheberrecht des Künstlers noch nicht erloschen ist.
- Beschreibung: Eine Kurzbeschreibung des Motivs und/oder des Ausgabegrundes. Bei ausgegebenen Serien oder Blocks werden die zusammengehörigen Beschreibungen mit einer Markierung versehen eingerückt.
- Wert: Der Frankaturwert der einzelnen Marke in Pfennig. Ein „+“ bedeutet, dass es sich um eine Zuschlagsmarke handelt (= Frankaturwert + Spende).
- Ausgabedatum: Das Datum des erstmaligen Verkaufs dieser Briefmarke.
- Gültig bis: Das Datum, an dem die Gültigkeit endete.
- Auflage: Soweit bekannt, wird hier die zum Verkauf angebotene Anzahl dieser Ausgabe angegeben.
- Entwurf: Soweit bekannt, wird hier angegeben, von wem der Entwurf dieser Marke stammt.
- Mi.-Nr.: Diese Briefmarke wird im Michel-Katalog unter der entsprechenden Nummer gelistet.

| Sondermarken zum Tag der Briefmarke                                                | |                    |                    |                             |                                                     |                                                     |                 |
| Bild                                                                               | Beschreibung | Wert in Pfennig    | Ausgabe- datum     | Gültig bis                  | Auflage                                             | Entwurf                                             | Mi.-Nr.         |
|                                                                                    | Tag der Briefmarke Der schwarze Bayern Einser von 1849 unter einer Lupe | 12+3               | 30. Oktober 1949   | 30. Juni 1951               | 1.000.000                                           | Fred Gravenhorst                                    | 245             |
|                                                                                    | Tag der Briefmarke Älterer Philatelist berät einen jungen Sammler | 12                 | 28. Oktober 1951   | 31. Januar 1953             | 2.000.000                                           | Kurt Eigler und Bruno Bade                          | 295             |
|                                                                                    | Tag der Briefmarke Friedenstaube, Hammer und Ährenkranz vor Fahnen, Briefmarke der DDR 1950, Mi.-Nr. 252 | 24                 | 28. Oktober 1952   | 31. Dezember 1953           | 2.000.000                                           | Kurt Eigler                                         | 319             |
|                                                                                    | Tag der Briefmarke Landzusteller mit Fahrrad übergibt Postsendung | 24                 | 25. Oktober 1953   | 30. Juni 1955               | 2.000.000                                           | Erich Gruner                                        | 396             |
|                                                                                    | Tag der Briefmarke Kölner Dom, Völkerschlachtdenkmal Leipzig | 20                 | 23. Oktober 1954   | 31. Dezember 1956           | 3.000.000                                           | Kurt Eigler                                         | 445 A           |
|                                                                                    | Tag der Briefmarke Mittelalterlicher Postläufer um 1450 | 20                 | 27. Oktober 1956   | 31. März 1958               | 5.000.000                                           | Paul Hohler                                         | 544             |
|                                                                                    | Tag der Briefmarke Postreiter um 1563 | 5                  | 25. Oktober 1957   | 31. März 1959               | 6.000.000                                           | Axel Bengs                                          | 600             |
|                                                                                    | Tag der Briefmarke - Vierspänniger Postwagen der sächsischen Personenpost | 10                 | 23. Oktober 1958   | 31. März 1960               | 1.100.000                                           | Axel Bengs                                          | 660             |
|                                                                                    | - Moderner Bahnpostwagen, DDR-Turbinenverkehrsflugzeug „B 152“ | 20                 | 23. Oktober 1958   | 31. März 1960               | 6.000.000                                           | Axel Bengs                                          | 661             |
|                                                                                    | Tag der Briefmarke - Postreiter, Postmeilensäule | 10                 | 17. November 1959  | 31. März 1961               | 1.100.000                                           | Axel Bengs                                          | 735             |
|                                                                                    | - Zustellerin mit Moped | 20                 | 17. November 1959  | 31. März 1961               | 5.000.000                                           | Axel Bengs                                          | 736             |
|                                                                                    | Tag der Briefmarke - Moderne Postkraftwagen | 20                 | 6. Oktober 1960    | 31. März 1962               | 8.000.000                                           | Axel Bengs                                          | 789             |
|                                                                                    | - Bahnpostwagen (19. Jahrhundert) | 25                 | 6. Oktober 1960    | 31. März 1962               | 1.100.000                                           | Axel Bengs                                          | 790             |
|                                                                                    | Tag der Briefmarke - Fernsehkamera vor Bildschirm | 10                 | 25. Oktober 1961   | 31. Dezember 1962           | 1.000.000                                           | Dietrich Dorfstecher, Manfred Brückels              | 861             |
|                                                                                    | - Studiomikrofon vor Skale eines Rundfunkempfängers | 20                 | 25. Oktober 1961   | 31. Dezember 1962           | 8.000.000                                           | Dietrich Dorfstecher, Manfred Brückels              | 862             |
|                                                                                    | Tag der Briefmarke - Junge Philatelisten vor Erdkarte | 40                 | 25. Oktober 1962   | 31. März 1964               | 1.100.000                                           | Axel Bengs                                          | 924             |
|                                                                                    | Tag der Briefmarke - Briefverteilmaschine, Posthorn | 10                 | 25. November 1963  | 31. März 1965               | 1.100.000                                           | Dietrich Dorfstecher                                | 988             |
|                                                                                    | - Gabelstapler mit Rollpalette, Bahnpostwagen, Posthorn | 20                 | 25. November 1963  | 31. März 1965               | 6.000.000                                           | Dietrich Dorfstecher                                | 999             |
| Sondermarken zum Tag der Philatelisten                                             | |                    |                    |                             |                                                     |                                                     |                 |
| Bild                                                                               | Beschreibung | Werte in Pfennig   | Ausgabe- datum     | Gültig bis                  | Auflage                                             | Entwurf                                             | Mi.-Nr          |
|                                                                                    | Tag der Philatelisten - Moderner Postaustausch auf einem Flugplatz | 10+5               | 5. Oktober 1971    | 2. Oktober 1990             | 4.500.000                                           | Joachim Rieß                                        | 1703            |
|                                                                                    | - Postmeilensäulen (18. Jh.), Messwagen von Zürner | 25                 | 5. Oktober 1971    | 2. Oktober 1990             | 1.800.000                                           | Joachim Rieß                                        | 1704            |
|                                                                                    | Tag der Philatelisten und Briefmarkenausstellung der DDR 1974 Details aus einem plastischen Ensemble in Chemnitz nach den Lobgedichten Bertolt Brechts - Reliefausschnitt von Eberhard Roßdeutscher                                                    | 10+5               | 24. Oktober 1974   | 2. Oktober 1990             | 2.550.000                                           | Manfred Gottschall                                  | 1988            |
| - Reliefausschnitt von Jo Jastram                                                  | 20 | 24. Oktober 1974   | 2. Oktober 1990    | 2.550.000                   | Manfred Gottschall                                  | 1989                                                |                 |
| - Reliefausschnitt von Martin Wetzel                                               | 25 | 24. Oktober 1974   | 2. Oktober 1990    | 2.550.000                   | Manfred Gottschall                                  | 1990                                                |                 |
|                                                                                    | Tag der Philatelisten - Restauriertes Posttor, Wurzen (1734) | 10+5               | 21. Oktober 1975   | 2. Oktober 1990             | 3.000.000                                           | Joachim Rieß                                        | 2094            |
|                                                                                    | - Neues Postamt Bärenfels (Osterzgebirge) | 20                 | 21. Oktober 1975   | 2. Oktober 1990             | 6.000.000                                           | Joachim Rieß                                        | 2095            |
|                                                                                    | Tag der Philatelisten - Brief von Friedrich Engels | 10+5               | 6. Oktober 1981    | 2. Oktober 1990             | 3.500.000                                           | Joachim Rieß                                        | 2646            |
|                                                                                    | - Postkarte von Karl Marx | 20                 | 6. Oktober 1981    | 2. Oktober 1990             | 8.000.000                                           | Joachim Rieß                                        | 2647            |
|                                                                                    | Tag der Philatelisten - Ehemaliges Hofpostamt Berlin (um 1760) | 10+5               | 11. August 1987    | 2. Oktober 1990             | 3.500.000                                           | Jochen Bertholdt                                    | 3118            |
| - Wartenbergpalais, Berlin                                                         | 20 | 11. August 1987    | 2. Oktober 1990    | 3.500.000                   | Jochen Bertholdt                                    | 3119                                                |                 |
| Sondermarken zum Thema Briefmarkenausstellung                                      | |                    |                    |                             |                                                     |                                                     |                 |
| Bild                                                                               | Beschreibung | Werte in Pfennig   | Ausgabe- datum     | Gültig bis                  | Auflage                                             | Entwurf                                             | Mi.-Nr          |
|                                                                                    | Deutsche Briefmarkenausstellung DEBRIA, Leipzig Erdkugel, Friedenstaube, Erste Briefmarke aus Sachsen (Sachsendreier) | 84+41              | 1. Juli 1950       | 30. Juni 1951               | 750.000                                             | Fred Gravenhorst                                    | 260             |
|                                                                                    | Deutsche Briefmarkenausstellung DEBRIA, Leipzig - Der schwarze Bayern Einser von 1849 unter einer Lupe | 12+3               | 26. August 1950    | 30. Juni 1951               | 750.000                                             | Fred Gravenhorst                                    | 271 Block 7     |
| - Erdkugel, Friedenstaube, Erste Briefmarke aus Sachsen (Sachsendreier)            | 84+41 | 26. August 1950    | 30. Juni 1951      | 750.000                     | Fred Gravenhorst                                    | 272 Block 7                                         |                 |
|                                                                                    | Erste Zentrale Briefmarkenausstellung der Betriebsarbeitsgemeinschaften Philatelie, Berlin Kölner Dom, Völkerschlachtdenkmal Leipzig | 20 Block: +25      | 30. Oktober 1954   | 31. Dezember 1956           | 500.000                                             | Kurt Eigler                                         | 445 B Block 10  |
|                                                                                    | Deutsche Briefmarkenausstellung DEBRIA, Berlin Dauermarkenserie: Fünfjahrplan (VI), Mi.-Nr. 580 B mit angehängtem Zierfeld | 20                 | 4. September 1959  | 31. Mai 1962                | 2.600.000                                           | Erich Gruner                                        | 580 B           |
|                                                                                    | Internationale Briefmarkenausstellung der Messestädte INTERMESS III, Leipzig - Wiederaufgebaute Alte Waage, und Neubau Katharinenstrasse | 10                 | 4. September 1965  | 2. Oktober 1990             | 1.300.000                                           | Karl-Heinz Bobbe und Dietrich Dorfstecher           | 1126 Block 23   |
| - Hotel Stadt Leipzig                                                              | 70 | 4. September 1965  | 2. Oktober 1990    | 1.300.000                   | Karl-Heinz Bobbe und Dietrich Dorfstecher           | 1129 Block 23                                       |                 |
|                                                                                    | Internationale Briefmarkenausstellung der Messestädte INTERMESS III, Leipzig - Altes Rathaus | 25                 | 4. September 1965  | 2. Oktober 1990             | 1.300.000                                           | Karl-Heinz Bobbe und Dietrich Dorfstecher           | 1127 Block 24   |
| - Eingang zum Opernhaus und neues Hauptpostamt                                     | 40 | 4. September 1965  | 2. Oktober 1990    | 1.300.000                   | Karl-Heinz Bobbe und Dietrich Dorfstecher           | 1128 Block 24                                       |                 |
|                                                                                    | Nationale Briefmarkenausstellung, Berlin - Briefmarke der DDR 1958, Mi.-Nr. 663 | 10+5               | 23. September 1964 | 2. Oktober 1990             | 3.000.000                                           | Axel Bengs                                          | 1056            |
|                                                                                    | - Briefmarke der DDR 1950, Mi.-Nr. 278 | 20+10              | 23. September 1964 | 2. Oktober 1990             | 3.000.000                                           | Axel Bengs                                          | 1057            |
|                                                                                    | - Briefmarke der DDR 1955, Mi.-Nr. 504 | 50                 | 23. September 1964 | 2. Oktober 1990             | 1.200.000                                           | Axel Bengs                                          | 1058            |
|                                                                                    | Briefmarkenausstellung 50 Jahre Roter Oktober, Chemnitz (Karl-Marx-Stadt) Die folgenden zwei Marken wurden auch als Einzelmarken mit den Michel-Nummern 1315 A und 1316 A ausgegeben. - Soldaten der Sowjetarmee und der Nationalen Volksarmee der DDR | 20 Block: +25      | 6. Oktober 1967    | 2. Oktober 1990             | 2.000.000                                           | Manfred Gottschall, Joachim Rieß und Hans Detlefsen | 1315 B Block 26 |
| - Lenin, Kreuzer Aurora                                                            | 40 | 6. Oktober 1967    | 2. Oktober 1990    | 1.500.000 Block: +2.000.000 | Manfred Gottschall, Joachim Rieß und Hans Detlefsen | 1316 B Block 26                                     |                 |
|                                                                                    | Nationale Briefmarkenausstellung 20 Jahre DDR, Magdeburg (I) Abzeichen des Philatelistenverbandes der DDR im Deutschen Kulturbund | 10                 | 4. Juni 1969       | 2. Oktober 1990             | 12.000.000                                          | Klaus Henning                                       | 1477            |
|                                                                                    | Nationale Briefmarkenausstellung 20 Jahre DDR, Magdeburg (II) - Otto-von-Guericke-Denkmal, Dom, Hotel International | 20                 | 28. Oktober 1969   | 2. Oktober 1990             | 8.000.000                                           | Klaus Henning                                       | 1513            |
|                                                                                    | - Experiment mit den Magdeburger Halbkugeln, historische Darstellung | 40+10              | 28. Oktober 1969   | 2. Oktober 1990             | 2.000.000                                           | Klaus Henning                                       | 1514            |
|                                                                                    | 2. Briefmarkenausstellung der Jugend, Chemnitz (Karl-Marx-Stadt) - Der kleine Trompeter; Fritz-Weineck-Denkmal in Halle | 10                 | 1. Oktober 1970    | 2. Oktober 1990             | 6.000.000                                           | Gerhard Voigt                                       | 1613            |
|                                                                                    | - Briefmarke der DDR 1959, Mi.-Nr. 726 | 15+5               | 1. Oktober 1970    | 2. Oktober 1990             | 3.500.000                                           | Gerhard Voigt                                       | 1614            |
|                                                                                    | Internationale Briefmarkenausstellung Interartes, Berlin - „Vogelflugszene“ (Relief), Ägypten (um 2400 vor Chr.) | 10                 | 19. September 1972 | 2. Oktober 1990             | 8.000.000                                           | Manfred Gottschall                                  | 1785            |
|                                                                                    | - „Speerträger“ (Relief), Persien (um 500 vor Chr.) | 15+5               | 19. September 1972 | 2. Oktober 1990             | 2.000.000                                           | Manfred Gottschall                                  | 1786            |
|                                                                                    | - „Tierteppich“, Anatolien (um 1400) | 20                 | 19. September 1972 | 2. Oktober 1990             | 8.000.000                                           | Manfred Gottschall                                  | 1787            |
|                                                                                    | - „Weintraubenverkäuferinnen in Südfrankreich“ Gemälde von Max Lingner | 35+5               | 19. September 1972 | 2. Oktober 1990             | 4.000.000                                           | Manfred Gottschall                                  | 1788            |
|                                                                                    | 3. Briefmarkenausstellung junger Philatelisten der DDR, Halle „Junges Paar“; Gemälde von Günter Glombitza | 20+5               | 4. Oktober 1973    | 2. Oktober 1990             | 4.500.000                                           | Manfred Gottschall                                  | 1884            |
|                                                                                    | Tag der Philatelisten und Briefmarkenausstellung der DDR 1974 Details aus einem plastischen Ensemble in Chemnitz - Reliefausschnitt von Eberhard Roßdeutscher                                                                                          | 10+5               | 24. Oktober 1974   | 2. Oktober 1990             | 2.550.000                                           | Manfred Gottschall                                  | 1988            |
| - Reliefausschnitt von Jo Jastram                                                  | 20 | 24. Oktober 1974   | 2. Oktober 1990    | 2.550.000                   | Manfred Gottschall                                  | 1989                                                |                 |
| - Reliefausschnitt von Martin Wetzel                                               | 25 | 24. Oktober 1974   | 2. Oktober 1990    | 2.550.000                   | Manfred Gottschall                                  | 1990                                                |                 |
|                                                                                    | 4. Briefmarkenausstellung junger Philatelisten der DDR, Gera - Gera um 1652 | 10+5               | 5. August 1976     | 2. Oktober 1990             | 3.000.000                                           | Joachim Rieß                                        | 2153            |
| - Historische und moderne Gebäude in Gera                                          | 20 | 5. August 1976     | 2. Oktober 1990    | 3.000.000                   | Joachim Rieß                                        | 2154                                                |                 |
|                                                                                    | Internationale Briefmarkenausstellung sozialistischer Länder SOZPHILEX 1977, Berlin (I) Fernsehturm Berlin; ausgestrahlte Funkwellen | 10+5               | 19. Oktober 1976   | 2. Oktober 1990             | 4.000.000                                           | Hans Detlefsen                                      | 2170            |
|                                                                                    | Internationale Briefmarkenausstellung sozialistischer Länder SOZPHILEX 1977, Berlin (II) Diese Marke wurde auch als Kleinbogen ausgegeben: - Brot für alle (Detail), Gemälde von Wolfram Schubert                                                      | 10                 | 16. August 1977    | 2. Oktober 1990             | 16.400.000                                          | Horst Naumann                                       | 2247            |
|                                                                                    | Diese Marke wurde auch als Kleinbogen ausgegeben: - … wenn Kommunisten träumen (Detail), Gemälde von Walter Womacka | 25                 | 16. August 1977    | 2. Oktober 1990             | 12.000.000                                          | Horst Naumann                                       | 2248            |
|                                                                                    | - Weltjugendlied, Gemälde von Lothar Zitzmann | 50+20              | 16. August 1977    | 2. Oktober 1990             | 2.100.000                                           | Horst Naumann                                       | 2249 Block 48   |
|                                                                                    | 5. Briefmarkenausstellung der Jugend, Cottbus - Cottbus um 1730 | 10+5               | 18. Juli 1978      | 2. Oktober 1990             | 3.000.000                                           | Joachim Rieß                                        | 2343            |
| - Historische und neuzeitliche Gebäude in Cottbus                                  | 20 | 18. Juli 1978      | 2. Oktober 1990    | 3.000.000                   | Joachim Rieß                                        | 2344                                                |                 |
|                                                                                    | Nationale Briefmarkenausstellung der DDR 1979, Dresden - Gänsediebbrunnen, Weiße Gasse, Dresden | 10+5               | 7. August 1979     | 2. Oktober 1990             | 3.500.000                                           | Joachim Rieß                                        | 2441            |
|                                                                                    | - Pusteblumenbrunnen, Prager Straße, Dresden | 20                 | 7. August 1979     | 2. Oktober 1990             | 8.000.000                                           | Joachim Rieß                                        | 2442            |
|                                                                                    | - Historische und moderne Bauwerke in Dresden | 1 M                | 7. August 1979     | 2. Oktober 1990             | 2.000.000                                           | Joachim Rieß                                        | 2443 Block 55   |
|                                                                                    | 25. Jahre Interflug, Internationale Luftpostausstellung AEROSOZPHILEX Vierstrahliges Langstreckenflugzeug IL 62, Erdkugel (Verkehrsflugzeug) | 1M+10              | 10. Juni 1980      | 2. Oktober 1990             | 2.000.000                                           | Eva Bormann und Gottfried Bormann                   | 2520 Block 59   |
|                                                                                    | 6. Briefmarkenausstellung der Jugend, Zella-Mehlis - Suhl um 1700 | 10+5               | 22. Juli 1980      | 2. Oktober 1990             | 3.500.000                                           | Joachim Rieß                                        | 2532            |
| - Historische und moderne Gebäude in Suhl                                          | 20 | 22. Juli 1980      | 2. Oktober 1990    | 3,500,000                   | Joachim Rieß                                        | 2533                                                |                 |
|                                                                                    | 7. Briefmarkenausstellung der Jugend, Schwerin - Schwerin (um 1640); Kupferstich von Kaspar Merian | 10+5               | 6. Juli 1982       | 2. Oktober 1990             | 3.500.000                                           | Joachim Rieß                                        | 2722            |
| - Historische und neuzeitliche Gebäude in Schwerin                                 | 20 | 6. Juli 1982       | 2. Oktober 1990    | 3.500.000                   | Joachim Rieß                                        | 2723                                                |                 |
|                                                                                    | Internationale Briefmarkenausstellung junger Philatelisten der sozialistischen Länder - JUNIOR-SOZPHILEX, Berlin - Glasewaldt und Zinna verteidigen die Barrikade 18. März 1848 - Lithografie von Theodor Hosemann                                     | 10+5               | 5. Juli 1983       | 2. Oktober 1990             | 3.500.000                                           | Hans Detlefsen                                      | 2812            |
|                                                                                    | - Polytechnischer Unterricht, Gemälde von Harald Metzkes | 20                 | 5. Juli 1983       | 2. Oktober 1990             | 8.000.000                                           | Hans Detlefsen                                      | 2813            |
|                                                                                    | Nationale Briefmarkenausstellung, Halle - Salzträger | 10+5               | 4. Oktober 1984    | 2. Oktober 1990             | 3.500.000                                           | Gerhard Voigt                                       | 2882            |
|                                                                                    | - Hallore mit seiner Braut | 20                 | 3. Juli 1984       | 2. Oktober 1990             | 8.000.000                                           | Gerhard Voigt                                       | 2883            |
|                                                                                    | 8. Briefmarkenausstellung der Jugend, Magdeburg - Magdeburg (um 1551) | 10+5               | 4. Oktober 1984    | 2. Oktober 1990             | 3.500.000                                           | Joachim Rieß                                        | 2903            |
| - Historische und neuzeitliche Gebäude in Magdeburg                                | 20 | 4. Oktober 1984    | 2. Oktober 1990    | 3.500.000                   | Joachim Rieß                                        | 2904                                                |                 |
|                                                                                    | Internationale Briefmarkenausstellung SOZPHILEX 1985, Berlin Diese Marken wurden auch als Markenheftchen ausgegeben: - Personenpostwagen (19. Jh.); Relief von Hermann Steinemann am Postfuhramt Berlin                                                | 5                  | 10. September 1985 | 2. Oktober 1990             | 3.500.000                                           | Detlef Glinski                                      | 2965            |
| - Personenpostwagen (19. Jh.); Relief von Hermann Steinemann am Postfuhramt Berlin | 20+5 | 10. September 1985 | 2. Oktober 1990    | 3.500.000                   | Detlef Glinski                                      | 2966                                                |                 |
|                                                                                    | 9. Briefmarkenausstellung der Jugend, Berlin - Berlin (um 1652) | 10+5               | 22. Juli 1986      | 2. Oktober 1990             | 3.500.000                                           | Joachim Rieß                                        | 3030            |
| - Historische und moderne Gebäude in Berlin                                        | 20 | 22. Juli 1986      | 2. Oktober 1990    | 3.500.000                   | Joachim Rieß                                        | 3031                                                |                 |
|                                                                                    | 10. Briefmarkenausstellung der Jugend, Erfurt und Chemnitz (Karl-Marx-Stadt) - Erfurt (um 1520) | 10+5               | 21. Juni 1988      | 2. Oktober 1990             | 3.000.000                                           | Joachim Rieß                                        | 3173            |
| - Historische und moderne Gebäude in Erfurt                                        | 25 | 21. Juni 1988      | 2. Oktober 1990    | 3.000.000                   | Joachim Rieß                                        | 3175                                                |                 |
|                                                                                    | - Chemnitz (um 1620) | 20+5               | 21. Juni 1988      | 2. Oktober 1990             | 3.000.000                                           | Joachim Rieß                                        | 3174            |
| - Historische und moderne Gebäude in Chemnitz (Karl-Marx-Stadt)                    | 50 | 21. Juni 1988      | 2. Oktober 1990    | 3.000.000                   | Joachim Rieß                                        | 3176                                                |                 |
|                                                                                    | Nationale Briefmarkenausstellung, Magdeburg - Eulenspiegelbrunnen | 20                 | 8. August 1989     | 2. Oktober 1990             | 11.900.000                                          | Joachim Rieß                                        | 3265            |
|                                                                                    | - Teufelsbrunnen | 70+5               | 8. August 1989     | 2. Oktober 1990             | 6.900.000                                           | Joachim Rieß                                        | 3266            |
|                                                                                    | 11. Briefmarkenausstellung der Jugend, Halle - Halle, Anfang 18. Jahrhundert | 10+5               | 5. Juni 1990       | 2. Oktober 1990             | 3.000.000                                           | Joachim Rieß                                        | 3338            |
| - Historische und moderne Gebäude in Halle                                         | 20 | 5. Juni 1990       | 2. Oktober 1990    | 3.000.000                   | Joachim Rieß                                        | 3339                                                |                 |